# NGC 105
NGC 105 là một thiên hà xoắn ốc được ước tính cách khoảng 240 triệu năm ánh sáng trong chòm sao Song Ngư. Nó được Édouard Stephan phát hiện  năm 1884 và cấp sao biểu kiến của nó là 14,1.